# オープン教育リソース

ユネスコのグローバル・オープン教育リソースのロゴ。

Open educational resources（オープン教育リソース、頭字語OER）はインターネットを活用した世界的なコミュニティのネットワークであり、教育に関する共有財を作ることを目的としている。教育と自習用の教材、研究用の素材を国際的な協働で開発し、無料のライセンス のもと、エンドユーザーに配布するイニシアティブであり、教育パラダイムの代替または強化への希求がその原動力になることがしばしばである。これらの教材は誰にでも所有と共有を認め、改変は自由で多くの事例で実施されている。
オープン教育リソースは情報源であり、また教材として誰でも無料で使える点、複数のライセンスの下で再構成・改良・再配布などを認める点が特徴。教材の入手できない教育の場を作らないように、また、それぞれの現地固有の文脈に沿うように考えだした最善手法である。
オープン教育リソースには、以下の内容を含む。 
- 学習の内容：修了する課程一式と教材、コンテンツのモジュール、学習の対象、資料集や学術専門誌など。
- ツール：ソフトウェア。オープン学習コンテンツの作成・伝達・利用・改善を支援するもので、具体的にはコンテンツの検索と整理、コンテンツと学習の管理、コンテンツ開発用ツール、さらに物理的な教室に代わるオンライン版の学習コミュニティなどを含む。

- 展開用のリソース：知的財産のライセンスを活用し、教材を公共財として出版したり、デザインの枠組みや内容の地域化などを促進。

ユネスコは2005年10月24日から12月2日まで、オンラインフォーラム「Open course content for higher education」を催した。
アメリカ合衆国で2006年9月に第3回大学教育会議を開いており、その時の開催地はローガン（ユタ州）、標題は〈コミュニティ、文化、コンテンツ〉であった。2007年9月24日から27日に回を重ねている。
ヨーロッパではその間に、クロアチアのドゥブロヴニクで2007年6月に開いた「iCommons iSummit」（アイコモンズ、アイサミット）において、教育関係者は世界で展開されるオープン運動に参加し、新進の公開教育のイニシアティブを示しつつ、より質の高いオープンな教材を作成して共有、発展させる方法を探った。

## OERとオープンソース
過去2年に渡り、オープン教育リソース (OER) 運動やオープン教育ライセンス（クリエイティブ・コモンスに類似する）は大きな広がりを見せている。OERに対する多くのプロジェクトは William and Flora Hewlett Foundationによって、もしくは共同コンテンツ制作に対し作業を行っているプロジェクトには Shuttleworth Foundation から財政的援助を受けている。
また、OERを実際に適用する方法について国際的な議論が活発に行われてきており、ユネスコはそれに関して International Institute of Educational Planning（国際教育計画研究所、IIEP）を通して会議を主催した。
2006年の中頃までに、OER と Free / Libre Open Source Softwareには共通する部分があることが明らかになったため、OERとFLOSSにそれぞれ設けられていたIIEPの作業グループが合併することとなり、OECDのキャンペーンに参加していた人が合流することとなった。
OERにおいて活動している多くの人員にいまだ明らかでないのは、OERとFLOSS運動の間には、フリー・オープンといった諸原則を越えた、一層深い関係があることである。このことはFLOSSでは明らかであり、例えばウィキペディアのような例を見ても、どのようにユーザーがアクティブな「リソース」作成者となり、またどうやってそれらリソースが再利用され自由に管理されているか知ることが出来る。その一方で OER では伝統的なリソースの作成方法と役割分担にいまだ視点が向けられている。
今日ではFLOSSコミュニティは、プロプライエタリソフトウェアの制作者とは異なる開発アプローチを用いて良質なソフトウェアを開発していることで知られている。FLOSSはあるボランティアのコミュニティによって制作され、またそのソフトウェアに対するサービスを提供することで利潤を得ている会社に援助されている場合もある。また、ここほんの数年、FLOSSコミュニティはコミュニティにおける制作・サポートのモデルとして、また知識の作成と学習の方法に関して注目を集めている。FLOSSコミュニティは教育環境の設定に適用できる多くの特徴を備えている。例えば、
1. オープンで包括的なエートス : あらゆる人々が参加でき、無料であり、リリースの締め切りが無く、生涯に渡り参加できる。
2. 最新のコンテンツ : あらゆる人々によってコンテンツが作成され、編集され、アップデートされる。
3. 教材は普通多くの著者により作成され、著者以外の人々の寄与を受けることが出来る。
4. 教材の機能やコミュニティ構造が継続的な開発サイクル内における再交渉・反映の結果であるところにおける頻繁なリリースやアップデート。
5. 優先的な学習結果やプロセスは、メーリングリストやフォーラム、コメントや更なる教材の再利用を通じて利用可能になる。
6. 巨大なサポートネットワーク : ほぼ24時間に渡り協力的な方法でコミュニティによるボランティアのサポートを受けることが出来る。
7. 「ただ乗り」歓迎のパラドックス : より多ければよりよい。
8. 新しいICTソリューションがコミュニティにより素早く適用される。

教育環境のセッティングに対しFLOSSの方法が有用であることは部分的に明確であるが、その方法をいかにしてマッピングし、転送するか、もしくはFLOSSの方法による新しい教育法のモデルやシナリオを発展させるべきか未だシステム化された方法は提示されていない。欧州連合に資金援助を受けている FLOSSCom プロジェクトは、教育に関する視点からオープンソースの方法論をマッピングするおそらく最初の試みとなることが予想されているが、詳細な研究と作業が未だ残されている。